# Менса, Гидеон (футболист, 2000)
Гидео́н Менса́ (англ. Gideon Mensah; род. 9 октября 2000) — ганский футболист, защитник шведского клуба «Варберг».

## Клубная карьера
Воспитанник ганского отделения академии «Райт ту Дрим». В январе 2019 года стал игроком молодёжной команды датского «Норшелланна». В её составе принял участие в 11 играх молодёжного первенства.
В августе 2020 года на правах аренды отправился в Швецию, став игроком «Варберга». 13 августа дебютировал в чемпионате Швеции в домашней игре с «Хеккеном». Менса появился на поле на 38-й минуте вместо Адамы Фофаны. В октябре 2020 года подписал с клубом полноценный контракт, рассчитанный до лета 2024 года.

## Клубная статистика
| Выступление      | Выступление      | Выступление      | Лига | Лига | Кубки | Кубки | Конт. кубки | Конт. кубки | Итого | Итого |
| Клуб             | Лига             | Сезон            | Игры | Голы | Игры  | Голы  | Игры        | Голы        | Игры  | Голы  |
| ---------------- | ---------------- | ---------------- | ---- | ---- | ----- | ----- | ----------- | ----------- | ----- | ----- |
| Варберг          | Аллсвенскан      | 2020             | 14   | 0    | 1     | 0     | 0           | 0           | 15    | 0     |
| Варберг          | Аллсвенскан      | 2021             | 0    | 0    | 0     | 0     | 0           | 0           | 0     | 0     |
| Варберг          | Итого            | Итого            | 14   | 0    | 1     | 0     | 0           | 0           | 15    | 0     |
| Всего за карьеру | Всего за карьеру | Всего за карьеру | 14   | 0    | 1     | 0     | 0           | 0           | 15    | 0     |